# Порт Анджелис
Порт Анджелис (на английски: Port Angeles) е град в окръг Клалам, щата Вашингтон, САЩ. Порт Анджелис е с население от 18 397 жители (2000) и обща площ от 163,3 km². Намира се на 17 m надморска височина. ЗИП кодът му е 98362, 98363, а телефонният му код е 360.
Порт Анджелис е градът, най-близък до националния парк Олимпик.